# Zhang Linyin
Zhang Linyin is een Chinese wielrenster. Zhang is gespecialiseerd op de sprintonderdelen bij het baanwielrennen. In 2019 won ze de teamsprint tijdens de Aziatische kampioenschappen baanwielrennen.

## Belangrijkste resultaten
| Jaar | CK                 | AK         | WK               | Overig                      |
| ---- | ------------------ | ---------- | ---------------- | --------------------------- |
| 2015 |                    |            |                  |                             |
| 2016 |                    |            |                  | Japan Track Cup: sprint     |
| 2017 |                    | 7e sprint  |                  |                             |
| 2018 | keirin             |            |                  |                             |
| 2019 | teamsprint         | teamsprint |                  |                             |
| 2020 |                    |            | 18e 500m tijdrit |                             |
| 2021 |                    |            |                  |                             |
| 2022 |                    |            |                  |                             |
| 2023 | sprint · 6e keirin | 5e keirin  |                  | Aziatische Spelen: · keirin |
| 2024 | keirin · 4e sprint |            |                  |                             |